# Calaxius kensleyi
Calaxius kensleyi is een tienpotigensoort uit de familie van de Axiidae. De wetenschappelijke naam van de soort is voor het eerst geldig gepubliceerd in 2007 door Clark, Galil & Poore.